# Brücken (Pfalz)
Pour les articles homonymes, voir Brücken.
Brücken (Pfalz) est une municipalité de la Verbandsgemeinde de Schönenberg-Kübelberg, dans l'arrondissement de Kusel, en Rhénanie-Palatinat, dans l'ouest de l'Allemagne.